# جمال قارصلي
جمال قارصلي (2 سبتمبر 1956، في منبج، سوريا)، هو سياسي ألماني سابق من أصول سورية، كان عضوًا سابقًا في حزب الخضر والحزب الديمقراطي الحر. اكتسب اهتمامًا مؤقتًا على الصعيد الوطني بتصريحاته التي تم انتقادها وإدانتها باعتبارها معادية للسامية. وهو أيضًا مرتبط بـ "قضية موليمان".

## حياته
درس الكيمياء الصناعية في دمشق قبل وصوله إلى ألمانيا في عام 1980. من عام 1982 إلى عام 1985 درس الهندسة المدنية في بوخوم وتخرج كمهندس. استقر حتى عام 1992 في جامعة دورتموند وحصل على الماجستير في هندسة التخطيط الحضري. حصل على الجنسية الألمانيه عام 1985 وعمل كمترجم بمكتبه الخاص. متزوج من سيدة إيطاليه ولديه بنتان فاطمه وصوفيا وابن اسمه سامي.

## افكاره
كمهاجر بهوية تحمل تعدد في الثقافات شعر منذ البداية ان بإمكانه ان يكون جسرا للتواصل بين الثقافات والأديان والجنسيات المختلفة. ونتيجة لهذا الدور وظف كل قدراته لفكرة المساواة بين المواطنين من منطلق انه لا وجود لمواطنين من الدرجة الأولى وآخرين من الدرجة الثانية أو الثالثة. وقد دعا لفكرة التضامن بين المهاجرين الجدد من اجل الوصول إلى احقاق المساواة بين افراد المجتمع بشكل عام

## الحياة السياسية
كرس عمله السياسي من اجل الوصول إلى هذه الأهداف، وهو عضو في برلمان ولاية شمال الراين - وستفاليا (18 مليون نسمة) منذ العام 1995 حيث اعيد انتخابه لفترة برلمانية ثانية في العام 2000. حتى العام 2002 كان المتحدث السياسي باسم حزب الخضر فيما يتعلق “بسياسات الهجرة” وعضو في اللجنة البرلمانية المختصة بقضايا “الهجرة والاسترحامات”. وكان أيضا عضو في “هيئة رئاسة البرلمان” حتى استقالته من حزب الخضر. الاختلافات الكبيرة بينه وبين حزبه آنذاك “حزب الخضر” فيما يتعلق بسياسات الشرق الأوسط والعملية السلمية، قادته إلى تلك الاستقالة من هذا الحزب، حيث ان أسباب هذه الاستقالة تتلخص في عدم استنكار حزب الخضر للسياسات العدوانية الإسرائيلية ضد الشعب الفلسطيني الاعزل من منطلق عدم التفريق بين المجازر التي ارتكبها الصرب في حق البوسنيين مثلا حيث تبنى الحزب مواقفا واضحة تتناسب مع ضخامة وبربرية الجريمة وضد تلك التي ارتكبت وترتكب في حق الفلسطينين كمجزرة جنين على سبيل المثال لا الحصر، حيث دل ذلك على وجود ازدواجية في المعايير السياسية والأخلاقية لهذا الحزب تتناقض مع المفاهيم والمعايير الأخلاقية والضميرية التي يتبناها. بعد فترة قصيرة من انتمائه لحزب الديمقراطي الحر اضطر للاستقالة نتيجة الحملة الضارية التي شنتها علي وسائل الاعلام الألمانية لتجرئيه على القول ان الجيش الإسرائيلي يستخدم طرقا نازية في معاقبة الشعب الفلسطيني وقوله ان اللوبي الصهيوني يسيطر على وسائل الاعلام في العالم ويستطيع ان يركع أكبر شخصية تقف في وجهه، بعدها بدأ في ممارسة عمله البرلماني كعضو مستقل في البرلمان وذلك في تاريخ 2002/6/15 حيث واصل عمله كعضو استشاري في “اللجنة البرلمانية لشؤن الهجرة” التابعة للبرلمان وواصل بذلك من خلال هذه الهيئة عمله في خدمة الأهداف التي يؤمن بها.

## فاكت
في 29 يونيو 2003، أسس حزب فاكت ويعني السلام، والعمل، والثقافة، والشفافية التي يرأسها منذ ذلك الحين والتي تتألف أساسا من المهاجرين، ومع ذلك، لا يزال ضئيلا جدا. في صيف عام 2005 احتل اسمه عناوين الصحف مرة أخرى عندما كان في مقابلة مع التلفزيون السوري وتحدث مرة أخرى عن أخرى «اللوبي الصهيوني في ألمانيا».

## وصلات خارجية
- الصفحة الشخصية
- مقابلة تلفزيونية
- مقابلة على القناة السورية وتصريحاته بمعاداته للسامية
- جمال قارصلي: كتاب عن المعاداة للسامية